# Ігнешть (комуна)
Ігнешть, Ігнешті (рум. Ignești) — комуна у повіті Арад в Румунії. До складу комуни входять такі села (дані про населення за 2002 рік):
- Ігнешть (276 осіб) — адміністративний центр комуни
- Міняд (135 осіб)
- Неделбешть (144 особи)
- Сусань (267 осіб)

Комуна розташована на відстані 376 км на північний захід від Бухареста, 70 км на північний схід від Арада, 116 км на захід від Клуж-Напоки, 102 км на північний схід від Тімішоари.

## Населення
За даними перепису населення 2002 року у комуні проживали 822 особи.
Національний склад населення комуни:
| Національність | Кількість осіб | Відсоток |
| -------------- | -------------- | -------- |
| румуни         | 817            | 99,4%    |
| угорці         | 5              | 0,6%     |

Рідною мовою назвали:
| Мова       | Кількість осіб | Відсоток |
| ---------- | -------------- | -------- |
| румунська  | 806            | 98,1%    |
| українська | 11             | 1,3%     |
| угорська   | 5              | 0,6%     |

Склад населення комуни за віросповіданням:
| Релігія       | Кількість осіб | Відсоток |
| ------------- | -------------- | -------- |
| православні   | 615            | 74,8%    |
| адвентисти    | 120            | 14,6%    |
| п'ятдесятники | 50             | 6,1%     |
| баптисти      | 24             | 2,9%     |
| не релігійні  | 2              | 0,2%     |
| римо-католики | 1              | 0,1%     |